# Albert Lavignac
Alexandre Jean Albert Lavignac (ur. 21 stycznia 1846 w Paryżu, zm. 25 maja 1916 tamże) – francuski pedagog i muzykolog.

## Życiorys
Studiował w Konserwatorium Paryskim u Antoine’a François Marmontela, François Benoista i Ambroise’a Thomasa, uzyskując pierwsze nagrody z solfeżu (1857), gry na fortepianie (1861), harmonii (1863) oraz kontrapunktu i fugi (1864). W latach 1871–1915 był wykładowcą Konserwatorium Paryskiego, początkowo uczył solfeżu, od 1875 roku teorii muzyki, a od 1891 roku harmonii. Pisał prace teoretyczne, komponował też pieśni i drobne utwory na fortepian. Dokonał transkrypcji na fortepian utworów J.S. Bacha, Beethovena i Berlioza. 
Na zlecenie rządu francuskiego od 1913 roku prowadził prace redakcyjne nad Encyclopédie de la musique et Dictionnaire du Conservatoire (3 tomy, wyd. Paryż 1920–1931). W tym obszernym dziele, którego rozdziały zostały napisane przez autorów z różnych krajów, podjęta została próba całościowej syntezy wiedzy z zakresu historii i teorii muzyki. Swoimi pracami o charakterze dydaktycznym przyczynił się do reformy programu nauczania w konserwatorium, wprowadzając praktykę dyktanda muzycznego. Napisał też pierwszą pracę poświęconą w całości problematyce operowania pedałem fortepianu.

## Ważniejsze prace
(na podstawie materiałów źródłowych)
- Cours complet théorique et pratique dedictée musicale (6 tomów, Paryż-Bruksela 1882)
- École de la pédale du piano (Paryż 1889)
- La Musique et les musiciens (Paryż 1895, 8. wyd. 1910)
- Le Voyage artistique à Bayreuth (Paryż 1897)
- Dictées musicales (1900)
- Les Gaîtés du Conservatoire (Paryż 1900)
- L’Éducation musicale (Paryż 1902, 4. wyd. 1908)
- Notions scolaires de musique (Paryż-Bruksela 1905)
- Théorie complète des principes fondament aux de la musique moderne (Paryż-Bruksela 1909)